# Протести в Польщі (2016)
Протести в Польщі у грудні 2016 року виникли як відповідь на обмеження роботи журналістів, закрите прийняття бюджету та ще декількох законів без участі опозиційної партії та журналістів (порушення свободи преси). Опозиційною партією були зроблені заклики щодо масових демонстрацій.
Опозиція опротестувала обмеження роботи журналістів у Сеймі та заблокувала парламентську трибуну. Щоб продовжити роботу, оскільки очікувалося ухвалення бюджету на 2017 рік, маршалок Сейму переніс засідання до іншого приміщення. Депутати ухвалили кілька законів, серед них і бюджет, голосування відбувалося підняттям рук.
Опозиція оскаржує законність цього голосування — для його початку не було кворуму, та вимагає скликати засідання на 20 грудня.
16 та 17 грудня протести пройшли у багатьох великих містах країни, включаючи Вроцлав, Краків, Гданськ, Познань, Щецин, Катовиці, Ольштин, Білосток, Люблін, Кельці та Плоцьк.
До Варшави з усієї Польщі в неділю, 18 грудня, прибуде близько 500 працівників поліції, приїзд пов'язаний із подіями, які в неділю 18 грудня відбуватимуться у столиці. Окрім анонсованої «Комітетом захисту демократії» маніфестації перед Конституційним судом, на стадіоні «Леґії» відбудеться футбольний матч. За словами речника варшавської поліції, лише для обслуговування матчу потрібно близько 700 правоохоронців.

## Публічність засідань
Плани польської правлячої партії «Право і справедливість» щодо обмеження доступу журналістів до парламенту викликали бурхливі протести, з 16 грудня.
За планами, обмеження для журналістів почнуть діяти з 1 січня 2017 року. Згідно із пропонованими змінами, аудіо- та відеозйомка у польському Сеймі буде практично повністю заборонена. П'ять обраних телевізійних каналів зможуть вести прямі ефіри з парламенту, але навіть їхні журналісти не зможуть вільно пересуватися будівлею.
До пропонованих змін, польські журналісти могли фіксувати, як народні обранці голосували за своїх колег, їли салат прямо в залі засідань, показували непристойні жести або спали під час засідань парламенту.